# Вильена (футбольный клуб)
«Вилье́на» — бразильский футбольный клуб из одноимённого города, штата Рондония. В настоящий момент выступает в Лиге Рондониэнсе, сильнейшем дивизионе штата Рондония.

## История
Клуб основан 3 июня 1991 года, домашние матчи проводит на стадионе «Портал да Амазония», вмещающем 7 000 зрителей. В последние годы «Вильена» является одним из сильнейших клубов штата Рондония, она четырежды побеждала в чемпионате штата и ещё несколько раз становилась призёром первенства. В 2010 году «Вильена» играла в Серии D Бразилии, но выступила неудачно, вылетев после первого раунда.
В 2012 году команда выступала в Серии D чемпионата Бразилии. В 2016 году «Вильена» прекратила выступления во всех соревнованиях, включая чемпионат штата, из-за накопившихся долгов перед футболистами и наложенного КБФ запрета на регистрацию новых игроков.

## Достижения
- Чемпион Лиги Рондоньенсе (4): 2005, 2006, 2009, 2010.